# Merching
Cet article concerne la commune de Bavière. Pour l’ancienne commune de la Moselle, voir Merchingen.
Merching est une commune de Bavière (Allemagne) de 3 138 habitants, située dans l'arrondissement d'Aichach-Friedberg.
Elle abrite le siège du groupe Forum Media Group.